# Heinrich Jaroslav Clam-Martinic
Heinrich Jaroslav Clam-Martinic, född 15 juni 1826, död 5 juni 1887, var en österrikisk politiker. Han var son till Karl von Clam-Martinic och bror till Richard Clam-Martinic.
Clam-Martinic var från 1860 under olika perioder medlem av riksrådet, och till sin död en inflytelserik ledare av det klerikala tjeckiska adelspartiet.